# Marina Nikolajewna Serkowa
Marina Nikolajewna Serkowa (russisch Марина Николаевна Серкова, engl. Transkription Marina Nikolayevna Serkova; * 12. September 1961 in Leningrad) ist eine ehemalige sowjetische Hochspringerin.
1978 wurde sie bei den Halleneuropameisterschaften in Mailand Zwölfte.
Bei den Olympischen Spielen 1980 in Moskau schied sie in der Qualifikation aus.
1981 wurde sie Neunte bei den Halleneuropameisterschaften in Grenoble.
1979 und 1981 wurde sie Sowjetische Hallenmeisterin.

## Persönliche Bestleistungen
- Hochsprung: 1,92 s, 12. Juni 1980, Moskau
  - Halle: 1,93 m, 12. Februar 1979, Minsk